# 紀松佑
紀松佑（1995年7月1日—）為前臺灣男子籃球運動員，場上位置為得分後衛。就讀后綜高中時與隊友一同打進101學年度高中籃球聯賽八強，由於后綜並非籃球強校，也一度面臨解散，因而搏得了「后綜奇蹟」之名。之後曾效力於寶島夢想家。

## 外部連結
- 紀松佑在P. LEAGUE+
- 紀松佑在Eurobasket.com（球員）（英语）
- 紀松佑在Flashscore（英语）